# Homokozó (játék)

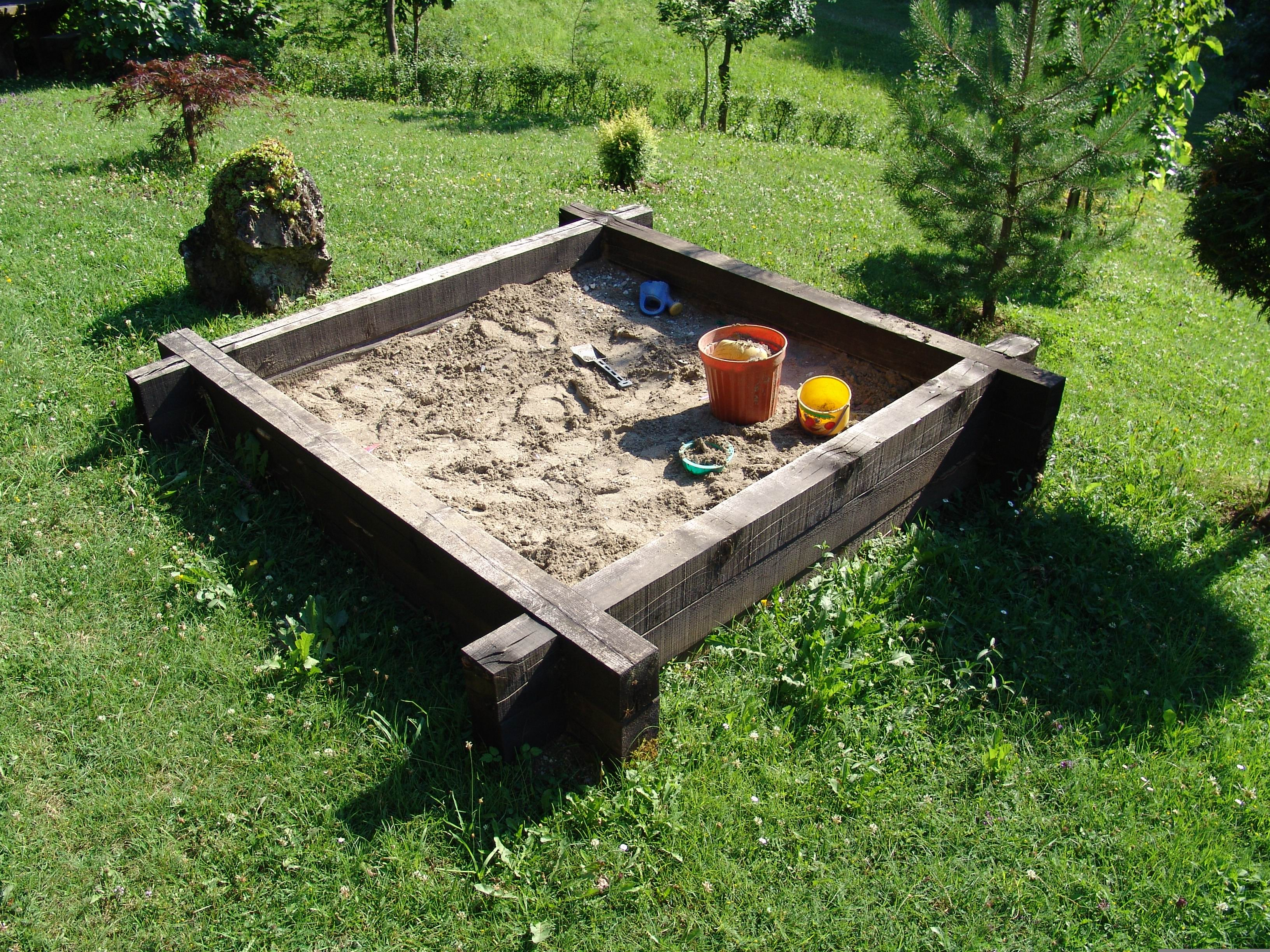
Homokozó tipikus játékokkal

A homokozó homokkal töltött alacsony, széles tároló vagy sekély bemélyedés, amiben a gyerekek játszhatnak, építkezhetnek. A játszótereken kívül a kisgyerekes családok háza körül is gyakran megtalálható, mivel a többi játszótéri felszereléshez képest olcsón és egyszerűen elkészíthető.
A homokozó jó hatással van a gyerekek képzelőerejére, kreativitására; teret és anyagot biztosít különböző struktúrák építéséhez (pl. homokvárak); játékdömperrel, -lapátokkal és -vödrökkel szállítani lehet a homokot; lyukat áshatnak, beletemethetnek dolgokat stb. Más szóval, a homok olyan közeget biztosít, amiben a gyerekek a körülöttük lévő világ kis darabjának felfedezését, felépítését, elpusztítását három dimenzióban gyakorolhatják. Ennek a kreativitásnak és kísérletezésnek a gondolata ihlette a „homokozó” szó metaforikus használatát, míg behatároltsága az informatikai biztonság területén ihletett szóalkotást (lásd: homokozó (biztonság)).

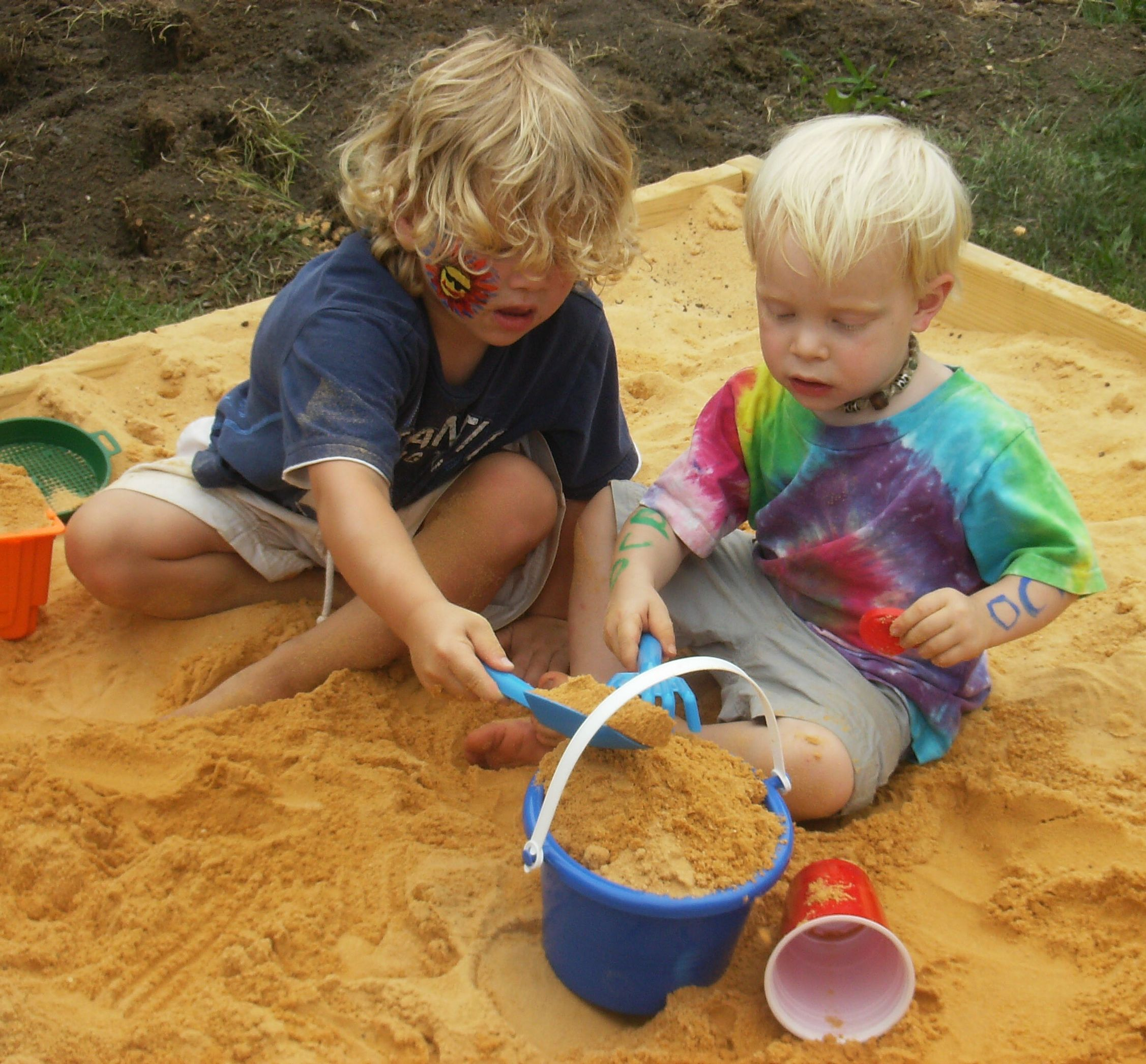
Gyerekek játszanak egy játszótéri homokozóban

A homokozó mélyedése vagy kerete arra szolgál, hogy a homok ne terjedjen szét a gyepre vagy a homokozót körülvevő egyéb felületekre. Gyakran készítenek pallókból, rönkökből vagy más faanyagból olyan keretet, amiről a gyerekek könnyen elérhetik a homokot, de kényelmesen rá is lehet ülni. A kereskedelemben kaphatók kisebb, műanyagból készült, gyakran állatot vagy valamilyen ismerős tárgyat formáló homokozók is.
Néha a homokozót használaton kívül letakarják, így az az arra járó állatok nem fertőzik meg a homokot ürülékkel vagy vizeletükkel. A letakarás megóvja a homokot attól is, hogy eső után vizes legyen, bár némi nyirkosság kívánatos, mivel segíti a homok tapadását. Előre elkészített, házon belül használható „homokozók” is léteznek, főleg napközikben használják ezeket. Az ilyen homokozóban homok helyett más, könnyen eltakarítható, nem-toxikus, könnyű anyagot használnak, például zabpelyhet.
A homokozó üregének lehet szilárd alja, vagy közvetlenül a talajra is építhető. Az utóbbi elősegíti a fölösleges víz elszivárgását (ami főleg a felülről nyitott homokozóknál fontos), hátránya viszont, hogy a homok talajjal szennyeződhet, ha a gyerekek a homokrétegnél lejjebb ásnak. A homok egy idő után bepiszkolódik, cserére szorul. Az elhasznált homokot például beton készítésénél is fel lehet használni.
Van, aki építési homokkal tölti meg a homokozót, mások különleges, ún. játszóhomokot vásárolnak. A tisztítatlan építési homok jóval olcsóbb, de tartalmazhat a ruhát beszennyező agyagot, továbbá különböző színű és szemcseméretű homok van benne, ami nem olyan esztétikus. Az építési homokot kimosva, átszitálva jobb minőségű homok nyerhető. Észak-Amerika számos iskolájában és játszóterén a játékok közötti területen a homokot faaprítékra cserélték, ami olcsóbb és a ruházatot is kevésbé piszkolja be.

## Fordítás
- Ez a szócikk részben vagy egészben a Sandpit című angol Wikipédia-szócikk ezen változatának fordításán alapul.  Az eredeti cikk szerkesztőit annak laptörténete sorolja fel. Ez a jelzés csupán a megfogalmazás eredetét és a szerzői jogokat jelzi, nem szolgál a cikkben szereplő információk forrásmegjelöléseként.